# Metnaj
Metnaj je naselje v Občini Ivančna Gorica.